# Töleutai Süleimenow

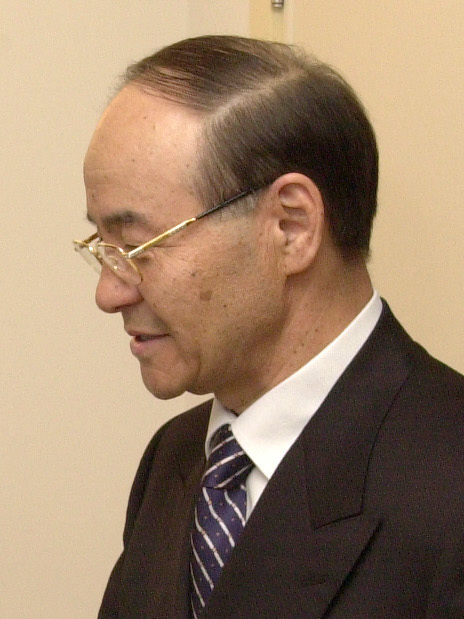
Süleimenow, 2002

Töleutai Ysqaquly Süleimenow (kasachisch Төлеутай Ысқақұлы Сүлейменов, russisch Тулеутай Скакович Сулейменов/Tuleutai Skakowitsch Suleimenow; * 1. Oktober 1941 in Semipalatinsk, Kasachische SSR) ist ein kasachischer Politiker und Diplomat und seit September 2005 der Direktor des kasachischen Institutes für Diplomatie. Zuvor war er bereits von 1991 bis 1994 Außenminister Kasachstans und anschließend Botschafter Kasachstans in mehreren Staaten.

## Biografie
Seine Ausbildung absolvierte er am polytechnischen Institut in Qaraghandy und an der diplomatischen Akademie des Ministeriums für Auswärtige Angelegenheiten der Sowjetunion. In den 1970er Jahren war er unter anderem für den Komsomol, die Jugendorganisation der KPdSU, und die Kommunistische Partei tätig, bevor er 1977 bis 1980 an der diplomatischen Akademie der UdSSR das Studium aufnahm. Anschließend trat Süleimenow in den diplomatischen Dienst für die Sowjetunion ein. 1981 bis 1985 wurde er zum Generalkonsul der Sowjetunion im afghanischen Mazār-i Scharif.
In den Jahren 1985 bis 1988 hatte er einen Beratungsposten im sowjetischen Außenministerium inne; bis zum Zerfall der Sowjetunion war er Berater in der sowjetischen Botschaft im Iran. Nach der Unabhängigkeit Kasachstans wurde Süleimenow ins Außenministerium der Republik Kasachstan berufen und dort bis 1994 Außenminister seines Landes.
Nachdem Süleimenow vier Jahre lang kasachischer Außenminister war, wurde er 1994 Botschafter der Republik Kasachstan in den Vereinigten Staaten und 1996 Botschafter der Republik Kasachstan in Ungarn (und somit auch in Polen, Bulgarien, Tschechien, der Slowakei und Rumänien). 2001 wurde er zum kasachischen Botschafter im Königreich Belgien, Luxemburg und den Niederlanden berufen. Gleichzeitig leitete er die Verbindungen Kasachstans zur Europäischen Union und zur NATO. 2003 bis 2005 wurde er Botschafter Kasachstans in Polen.
Seit September 2005 ist Süleimenow Direktor des Institutes für Diplomatie sowie Vize-Rektor der Akademie für öffentliche Verwaltung beim Präsidenten der Republik Kasachstan.